# Mentalno zdravlje
Mentalno zdravlje Svjetska zdravstvena organizacija (SZO) definirala je kao stanje dobrobiti u kojem pojedinac ostvaruje svoje potencijale, može se nositi s normalnim životnim stresom, može raditi produktivno i plodno te je sposoban pridonositi zajednici (WHO; 2001). Prema definiciji Svjetske zdravstvene organizacije duševno zdravlje dio je općeg zdravlja, a ne samo odsutnost bolesti.

## Mentalni poremećaj i stigma
Stigmatizacija osoba koje boluju od psihičke bolesti definira se kao negativno obilježavanje, marginaliziranje i izbjegavanje osoba zato što imaju psihičku bolest.